# Cúp Liên đoàn các châu lục 1997
Cúp Liên đoàn các châu lục 1997 là Cúp Liên đoàn các châu lục lần thứ ba và là lần đầu tiên được mang tên Cúp Liên đoàn các châu lục (hai giải đấu trước (1992 và 1995) mang tên Cúp Nhà vua Fahd). Giải đấu lần thứ 3 được tổ chức ở Ả Rập Xê Út vào tháng 12 năm 1997, và đội vô địch là Brasil sau khi vượt qua Úc 6–0 ở trận chung kết.

## Các đội giành quyền tham dự
| Đội          | Liên đoàn | Tư cách                                    | Ngày vượt qua        | Lần tham dự |
| ------------ | --------- | ------------------------------------------ | -------------------- | ----------- |
| Ả Rập Xê Út  | AFC       | Chủ nhà và vô địch Cúp bóng đá châu Á 1996 | 12 tháng 2 năm 1997  | 3rd         |
| Brasil       | CONMEBOL  | Vô địch World Cup 1994                     | 17 tháng 7 năm 1994  | 1st         |
| Uruguay      | CONMEBOL  | Vô địch Cúp bóng đá Nam Mỹ 1995            | 22 tháng 7 năm 1995  | 1st         |
| México       | CONCACAF  | Vô địch Cúp Vàng CONCACAF 1996             | 20 tháng 1 năm 1996  | 2nd         |
| Nam Phi      | CAF       | Vô địch Cúp bóng đá châu Phi 1996          | 3 tháng 2 năm 1996   | 1st         |
| Cộng hòa Séc | UEFA      | Á quân Euro 1996 1                         | 30 tháng 6 năm 1996  | 1st         |
| Úc           | OFC       | Vô địch Cúp bóng đá châu Đại Dương 1996    | 1 tháng 11 năm 1996  | 1st         |
| UAE          | AFC       | Á quân Cúp bóng đá châu Á 1996 2           | 21 tháng 12 năm 1996 | 1st         |

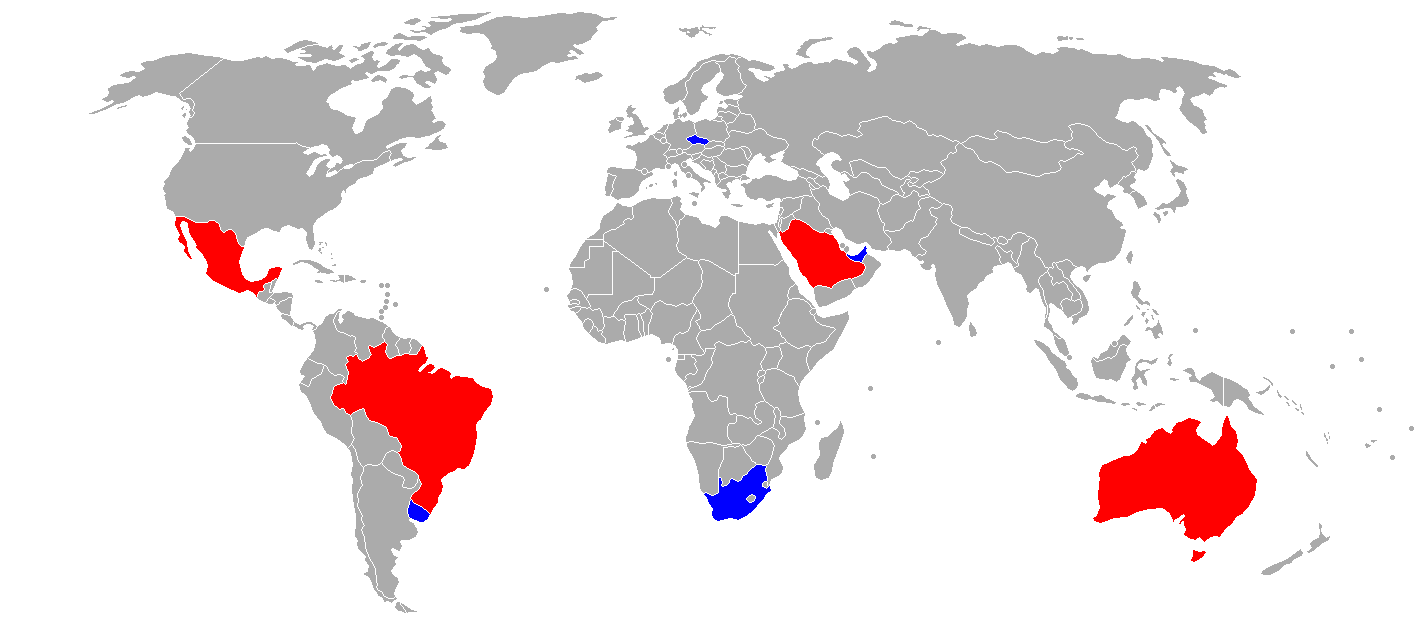
Các đội giành quyền tham dự Cúp Liên đoàn các châu lục 1997

1Đức mặc dù vô địch Euro 1996 nhưng đội tuyển từ chối tham dự.
2UAE được đặc cách tham dự giải đấu vì Ả Rập Xê Út vô địch Cúp bóng đá châu Á 1996.

## Địa điểm
Tất cả các trận đấu diễn ra ở Sân vận động Nhà vua Fahd II ở Riyadh, Ả Rập Xê Út.

## Danh sách trọng tài
| CAF - Lucien Bouchardeau (Niger) - Ian McLeod (Nam Phi) AFC - Saad Mane (Kuwait) - Pirom Un-Prasert (Thái Lan) UEFA - Nikolai Levnikov (Nga) | CONCACAF - Ramesh Ramdhan (Trinidad và Tobago) CONMEBOL - Javier Castrilli (Argentina) - René Ortube (Bolivia) |

## Vòng bảng

### Bảng A
| Đội         | Tr | T | H | B | BT | BB | HS | Đ |
| ----------- | -- | - | - | - | -- | -- | -- | - |
| Brasil      | 3  | 2 | 1 | 0 | 6  | 2  | +4 | 7 |
| Úc          | 3  | 1 | 1 | 1 | 3  | 2  | +1 | 4 |
| México      | 3  | 1 | 0 | 2 | 8  | 6  | +2 | 3 |
| Ả Rập Xê Út | 3  | 1 | 0 | 2 | 1  | 8  | −7 | 3 |

| Ả Rập Xê Út | 0–3      | Brasil                               |
| ----------- | -------- | ------------------------------------ |
|             | Chi tiết | César Sampaio 65' · Romário 73', 80' |

| México                | 1–3      | Úc                                 |
| --------------------- | -------- | ---------------------------------- |
| Hernández 80' (ph.đ.) | Chi tiết | Viduka 45' · Aloisi 59' · Mori 90' |

| Ả Rập Xê Út | 0–5      | México                                         |
| ----------- | -------- | ---------------------------------------------- |
|             | Chi tiết | Palencia 20', 62' · Blanco 68', 76' · Luna 75' |

| Úc | 0–0      | Brasil |
| -- | -------- | ------ |
|    | Chi tiết |        |

| Ả Rập Xê Út     | 1–0      | Úc |
| --------------- | -------- | -- |
| Al-Khilaiwi 40' | Chi tiết |    |

| Brasil                                                 | 3–2      | México                   |
| ------------------------------------------------------ | -------- | ------------------------ |
| Romário 41' (ph.đ.) · Denílson 61' · Júnior Baiano 66' | Chi tiết | Blanco 51' · Ramírez 90' |

### Bảng B
| Đội          | Tr | T | H | B | BT | BB | HS | Đ |
| ------------ | -- | - | - | - | -- | -- | -- | - |
| Uruguay      | 3  | 3 | 0 | 0 | 8  | 4  | +4 | 9 |
| Cộng hòa Séc | 3  | 1 | 1 | 1 | 9  | 5  | +4 | 4 |
| UAE          | 3  | 1 | 0 | 2 | 2  | 8  | −6 | 3 |
| Nam Phi      | 3  | 0 | 1 | 2 | 5  | 7  | −2 | 1 |

| UAE | 0–2      | Uruguay                       |
| --- | -------- | ----------------------------- |
|     | Chi tiết | Olivera 45+2' · Pacheco 90+2' |

| Nam Phi                      | 2–2      | Cộng hòa Séc    |
| ---------------------------- | -------- | --------------- |
| Augustine 39' · Mkhalele 86' | Chi tiết | Šmicer 19', 40' |

| UAE           | 1–0      | Nam Phi |
| ------------- | -------- | ------- |
| H. Mubarak 5' | Chi tiết |         |

| Cộng hòa Séc | 1–2      | Uruguay                    |
| ------------ | -------- | -------------------------- |
| Siegl 89'    | Chi tiết | Olivera 26' · Zalayeta 88' |

| UAE            | 1–6      | Cộng hòa Séc                                              |
| -------------- | -------- | --------------------------------------------------------- |
| Al-Talyani 78' | Chi tiết | Obaid 11' (l.n.) · Nedvěd 22', 31' · Šmicer 42', 68', 71' |

| Uruguay                                    | 4–3      | Nam Phi                                 |
| ------------------------------------------ | -------- | --------------------------------------- |
| Silva 12', 66' · Recoba 42' · Callejas 90' | Chi tiết | Radebe 11' · Mkhalele 69' · Ndlanya 77' |

## Vòng đấu loại trực tiếp
|  | Bán kết              | Bán kết |                      |   | Chung kết | Chung kết |
|  |                      |         |                      |   |           |           |
|  | 19 tháng 12 - Riyadh |         |                      |   |           |           |
|  |                      |         |                      |   |           |           |
|  | Brasil               | 2       |                      |   |           |           |
|  | Brasil               | 2       | 21 tháng 12 - Riyadh |   |           |           |
|  | Cộng hòa Séc         | 0       |                      |   |           |           |
|  | Cộng hòa Séc         | 0       | Brasil               | 6 |           |           |
|  | 19 tháng 12 - Riyadh |         | Brasil               | 6 |           |           |
|  |                      | Úc      | 0                    |   |           |           |
|  | Uruguay              | Úc      | 0                    | 0 |           |           |
|  | Uruguay              |         |                      | 0 |           |           |
|  | Úc (h.p.)            | 1       |                      |   |           |           |
|  | Úc (h.p.)            | 1       | Tranh hạng ba        |   |           |           |
|  |                      |         |                      |   |           |           |
|  | 21 tháng 12 - Riyadh |         |                      |   |           |           |
|  |                      |         |                      |   |           |           |
|  | Cộng hòa Séc         | 1       |                      |   |           |           |
|  | Cộng hòa Séc         | 1       |                      |   |           |           |
|  | Uruguay              | 0       |                      |   |           |           |

### Bán kết
| Brasil                    | 2–0      | Cộng hòa Séc |
| ------------------------- | -------- | ------------ |
| Romário 54' · Ronaldo 83' | Chi tiết |              |

| Uruguay | 0–1 (s.h.p.) | Úc         |
| ------- | ------------ | ---------- |
|         | Chi tiết     | Kewell 92' |

## Tranh hạng ba
| Cộng hòa Séc | 1–0      | Uruguay |
| ------------ | -------- | ------- |
| Lasota 63'   | Chi tiết |         |

### Chung kết
| Brasil                                                | 6–0      | Úc |
| ----------------------------------------------------- | -------- | -- |
| Ronaldo 15', 27', 59' · Romário 38', 53', 75' (ph.đ.) | Chi tiết |    |

## Giải thưởng
| Quả bóng vàng   | Chiếc giày vàng | Đội đoạt giải phong cách |
| --------------- | --------------- | ------------------------ |
| Denilson        | Romário         | Nam Phi                  |
| Quả bóng bạc    | Chiếc giày bạc  |                          |
| Romário         | Vladimír Šmicer |                          |
| Quả bóng đồng   | Chiếc giày đồng |                          |
| Vladimír Šmicer | Ronaldo         |                          |

## Danh sách cầu thủ ghi bàn
7 bàn
- Romário

5 bàn
- Vladimír Šmicer

4 bàn
- Ronaldo

3 bàn
- Cuauhtémoc Blanco

2 bàn
- Pavel Nedvěd
- Francisco Palencia
- Helman Mkhalele
- Nicolás Olivera
- Darío Silva

1 bàn
| - Mark Viduka - John Aloisi - Damian Mori - Harry Kewell - César Sampaio - Denílson - Júnior Baiano - Horst Siegl | - Edvard Lasota - Mohammed Al-Khilaiwi - Luis Hernández - Braulio Luna - Ramón Ramírez - Pollen Ndlanya - Lucas Radebe | - Brendan Augustine - Hassan Mubarak - Adnan Al Talyani - Pacheco - Marcelo Zalayeta - Christian Callejas - Álvaro Recoba |

phản lưới nhà
- Mohamed Obaid (gặp Cộng hòa Séc)